# Otodus chubutensis
Otodus chubutensis é uma espécie extinta de tubarão do género Otodus que viveu durante o Oligoceno Inferior ao Plioceno Inferior (Com alguns paleontólogos contestando está afirmativa, falando que ele viveu entre o Mioceno Médio ao Mioceno Inferior e claro dependendo da estratégia de datação dos fósseis, já que a maioria dos tubarões extintos são conhecidos apenas por vértebras). É considerado parente próximo do Megalodon.

## Taxonomia
A classificação da espécie é contestada como outros tubarões gigantes do género. O naturalista suíço Louis Agassiz identificou pela primeira vez este tubarão como uma espécie do género Carcharodon em 1843. Em muitas literaturas antigas o O. chubutensis foi por muito tempo tratado como uma subespécie de Megalodonte: o "Carcharodon (Carcharocles) megalodon chubutensis". Porém em 1906, Ameghino renomeou este tubarão como Carcharocles chubutensis.  Em 1964, o pesquisador de tubarões, LS Glikman reconheceu a transição de Otodus obliquus para C. auriculatus. Em 1987, o pesquisador de tubarões, H. Cappetta reorganizou a linhagem C. auriculatus - O. megalodon e colocou todos os tubarões megadentes relacionados junto com esta espécie no gênero Carcharocles. Finalmente, a progressão completa de Otodus obliquus para O. megalodon tornou-se clara e desde então ganhou a aceitação de muitos  pesquisadores de tubarões.
Dentro da linhagem Otodus chubutensis é a espécie sucessora de O. angustidens e é seguido por O. megalodon. Em suma, O. chubutensis é considerado um possível ancestral de O. megalodon. No entanto, devido à sua coexistência com O. megalodon durante as épocas do Mioceno e Plioceno, é considerado uma morfoespécie.

## Tamanho
Otodus chubutensis era um enorme tubarão, com os maiores indivíduos atingindo um comprimento corporal de 13,5 metros. Indivíduos relativamente grandes atingiram comprimentos corporais de 9 a 11 metros. Indivíduos menores ainda tinham aproximadamente o tamanho do tubarão-branco moderno , atingindo comprimentos corporais de 4,6 a 6,3 metros. Porém existem estimativas que colocam o O. chubutensis com até 16.7 metros de comprimento (segundo Perez, e sua estimativa feita em 2021), e com uma massa que ultrapassa as 40 toneladas, sendo comparável ao O. megalodon, no entanto, muitos paleontólogos dizem que essa estimativa é exagerada, e que O. chubutensis atingiu no máximo de 13,5 metros de comprimento e 30 toneladas, ou até em casos raros 14 metros.[carece de fontes?]
Muitos paleontólogos o classificam como também um tubarão do género Megaselachus, ou até Procarcharodon, mas o género Procarcharodon foi criado, pois acreditava-se que os tubarões da família Otodontidae estavam intimamente relacionados com o Tubarão-branco e outros tubarões da família Lamnidae, tornando esta teoria bastante duvidosa, já o género Megaselachus é considerado sinônimo de Carcharodon e Carcharocles, onde que Carcharocles é bastante associado como sinônimo de e Otodus e em outras interpretações do século XVIII, muitos paleontólogos já associaram C. chubutensis como pertencente ao género Carcharias, mas estudos mais recentes o classificam como um tubarão mais provável do género Otodus.

## Paleobiologia e Paleoecologia
Pesquisas paleontológicas sugerem que esta espécie pode ter mudado suas preferências de habitat ao longo do tempo, ou pode ter tido flexibilidade comportamental suficiente para ocupar diferentes ambientes em diferentes épocas.

### Dieta
Otodus chubutensis era provável um predador de topo, caçando peixes, tartarugas marinhas e mamíferos aquáticos. Também é possível que Otodus chubutensis tenha se alimentado de cachalotes raptoriais, pois um dente pertencente a um fiseteroide indeterminado muito parecido com Acrophyseter, que sugere que um megalodonte ou O. chubutensis pode ter mirado na cabeça do animal para infligir uma mordida fatal, o ataque resultante deixando marcas de mordida distintas no dente. O fóssil também é notável, pois é o primeiro exemplo conhecido de uma interação antagônica entre um cachalote e um tubarão otodontídeo registrado no registro fóssil.